# Fifty Shades of Grey (Film)
Fifty Shades of Grey ist ein US-amerikanischer Erotikfilm aus dem Jahr 2015. Regie führte Sam Taylor-Johnson nach einem Drehbuch von Kelly Marcel. Der Spielfilm basiert auf dem im Original gleichnamigen ersten Teil Geheimes Verlangen der Roman-Trilogie Shades of Grey der britischen Autorin E. L. James. Die Hauptrollen haben Dakota Johnson und Jamie Dornan übernommen. Die Premiere des Films fand am 11. Februar 2015 bei den Internationalen Filmfestspielen Berlin statt. Der deutsche Kinostart war am 12. Februar 2015, einen Tag vor dem Kinostart in den USA.

## Handlung
Als die 21-jährige Literaturstudentin Anastasia Steele (Ana) für die Universitätszeitung den Unternehmer Christian Grey interviewt, lernt sie den attraktiven Milliardär kennen. Mit seiner arroganten und zugleich anzüglichen Art kann sie zunächst nichts anfangen. Die beiden begegnen sich mit der Zeit immer häufiger. Christian erscheint unter anderem im Baumarkt, in dem Ana neben dem Studium jobbt. In der Annahme, er wolle renovieren, verkauft sie ihm unter anderem ein Seil, Klebeband und Kabelbinder. Nach einem Fototermin zur Bebilderung des Interviews lädt er sie zu einem Tee ein. Er hat sichtlich Verlangen nach ihr, hält sie aber auf Distanz. Er erscheint auch als Redner auf der Abschlusszeremonie von Ana. Ana entwickelt zunehmend Gefühle für Christian und ruft ihn betrunken während ihrer Abschlussparty an. Er erscheint, um Ana aus den Armen eines Freundes zu befreien, und lässt sie die Nacht in seinem Hotelbett verbringen.
Obwohl Christian ihr zu verstehen gibt, dass er nicht der ideale Partner für sie sei, entwickelt sich eine Affäre zwischen den beiden und langsam kommt Anastasia hinter das dunkle Geheimnis von Christian, in dem Sex und Leidenschaft sowie Fesseln und Peitschen eine große Rolle spielen. Sie erfährt auch, dass Gefühlsarmut, Verwahrlosung und Gewalt ihn in seiner Kindheit traumatisiert haben. Nachdem sie eine Verschwiegenheitsvereinbarung unterzeichnet hat, lässt sie sich immer mehr auf seine BDSM-Spiele ein und hofft letztendlich auf eine tiefere Beziehung und mehr Nähe. Nachdem Christian erfährt, dass sie noch Jungfrau ist, schläft er mit ihr. Auch wenn Christian mit ihr Ausflüge und Spaziergänge unternimmt, möchte er statt einer romantischen Beziehung eine Dom-/Sub-Beziehung mit Vertrag. Nach und nach merkt Christian, der sich zuerst gegen seine Gefühle zur Wehr setzt, dass er mehr für sie empfindet als eine bloße Dominanz. Um ihn zu verstehen, möchte Ana schließlich erfahren, was die härteste Bestrafung sei. Nachdem er sie in seinem eigens für BDSM-Spiele eingerichteten Zimmer sechsmal mit einem Gürtel schlägt, ist sie darüber so schockiert, dass sie Grey verlässt.

## Produktion
Im März 2012 sicherten sich Universal Pictures und Focus Features die Rechte an der Trilogie. Als Regisseurin wurde Sam Taylor-Wood verpflichtet, nachdem bereits Patty Jenkins, Bill Condon, Bennett Miller und Steven Soderbergh im Gespräch gewesen waren. Das Drehbuch zum Film verfasste Kelly Marcel. Das Budget des Filmes wird auf ungefähr 40 Millionen US-Dollar geschätzt.

### Casting
Nach Bekanntgabe der Realisierung des Filmes kursierten Namen wie Robert Pattinson, Kristen Stewart, Ian Somerhalder, Chace Crawford, Ryan Gosling und Stephen Amell in der Presse. Die Stars hatten aber kein Interesse an einer Rolle. Im Mai 2013 kam das Gerücht auf, Alex Pettyfer solle die männliche Hauptrolle verkörpern; er habe bereits Test-Szenen aufgenommen.
Am 3. September 2013 machte E. L. James die Besetzung der Hauptrollen bekannt: Charlie Hunnam wurde für die Rolle des Christian Grey und Dakota Johnson für die Rolle der Anastasia Steele angekündigt. Für die Rolle der Anastasia Steele waren auch Alicia Vikander, Imogen Poots, Elizabeth Olsen, Shailene Woodley und Felicity Jones in der engeren Auswahl.
Mitte Oktober 2013 zog sich Hunnam allerdings wieder vom Projekt zurück, da es zu Terminüberschneidungen mit seiner Fernsehserie Sons of Anarchy kam. Alexander Skarsgard, Jamie Dornan, Theo James, François Arnaud, Scott Eastwood, Luke Bracey und Billy Magnussen waren Favoriten, um Hunnam zu ersetzen. Am 23. Oktober 2013 erhielt Dornan den Zuschlag für die männliche Hauptrolle.
Ebenfalls im Oktober 2013 erhielt Jennifer Ehle eine Rolle im Film. Die Sängerin Rita Ora erhielt im Dezember 2013 die Rolle von Christian Greys Schwester Mia Grey. Weitere Rollen gingen an Eloise Mumford, Marcia Gay Harden und Luke Grimes. Im Mai 2014 gab Taylor-Wood bekannt, dass ihr Ehemann Aaron Taylor-Johnson eine noch unbekannte Rolle im Film übernehmen wird.

### Dreharbeiten
Die Dreharbeiten sollten ursprünglich Anfang November 2013 beginnen. Nach Hunnams Ausstieg wurden die Dreharbeiten um einen Monat verschoben; sie begannen am 1. Dezember 2013. Gedreht wurde unter anderem in Gastown, dem historischen Stadtteil von Vancouver, sowie im Bentall-5-Hochhaus. Dort entstanden die Szenen von Grey Enterprises. Die University of British Columbia diente als Location für die „Washington State University Vancouver“ und das Fairmont Hotel Vancouver für das Heathman Hotel. Auch in den North Shore Studios wurde gedreht. Die Produktion endete am 21. Februar 2014. Nachdrehs fanden in der Woche um den 13. Oktober 2014 mit Dornan und Johnson in Vancouver statt.

## Synchronisation
Die deutsche Synchronisation übernahm die Interopa Film GmbH in Berlin. Dialogbuch und -regie stammen von Antonia Ganz.
| Darsteller          | Rolle                | Synchronsprecher |
| ------------------- | -------------------- | ---------------- |
| Dakota Johnson      | Anastasia Steele     | Rubina Nath      |
| Jamie Dornan        | Christian Grey       | Johannes Raspe   |
| Eloise Mumford      | Katherine Kavanagh   | Ranja Bonalana   |
| Luke Grimes         | Elliot Grey          | Jesco Wirthgen   |
| Rita Ora            | Mia Grey             | Anja Stadlober   |
| Victor Rasuk        | José Rodriguez       | Nico Sablik      |
| Max Martini         | Jason Taylor         | Matti Klemm      |
| Dylan Neal          | Bob Adams            | Wolfgang Wagner  |
| Anthony Konechny    | Paul Clayton         | Amadeus Strobl   |
| Callum Keith Rennie | Raymond Steele       | Bernd Vollbrecht |
| Jennifer Ehle       | Carla Wilks          | Silke Matthias   |
| Marcia Gay Harden   | Grace Trevelyan Grey | Andrea Aust      |
| Andrew Airlie       | Carrick Grey         | Erich Räuker     |

## Veröffentlichung

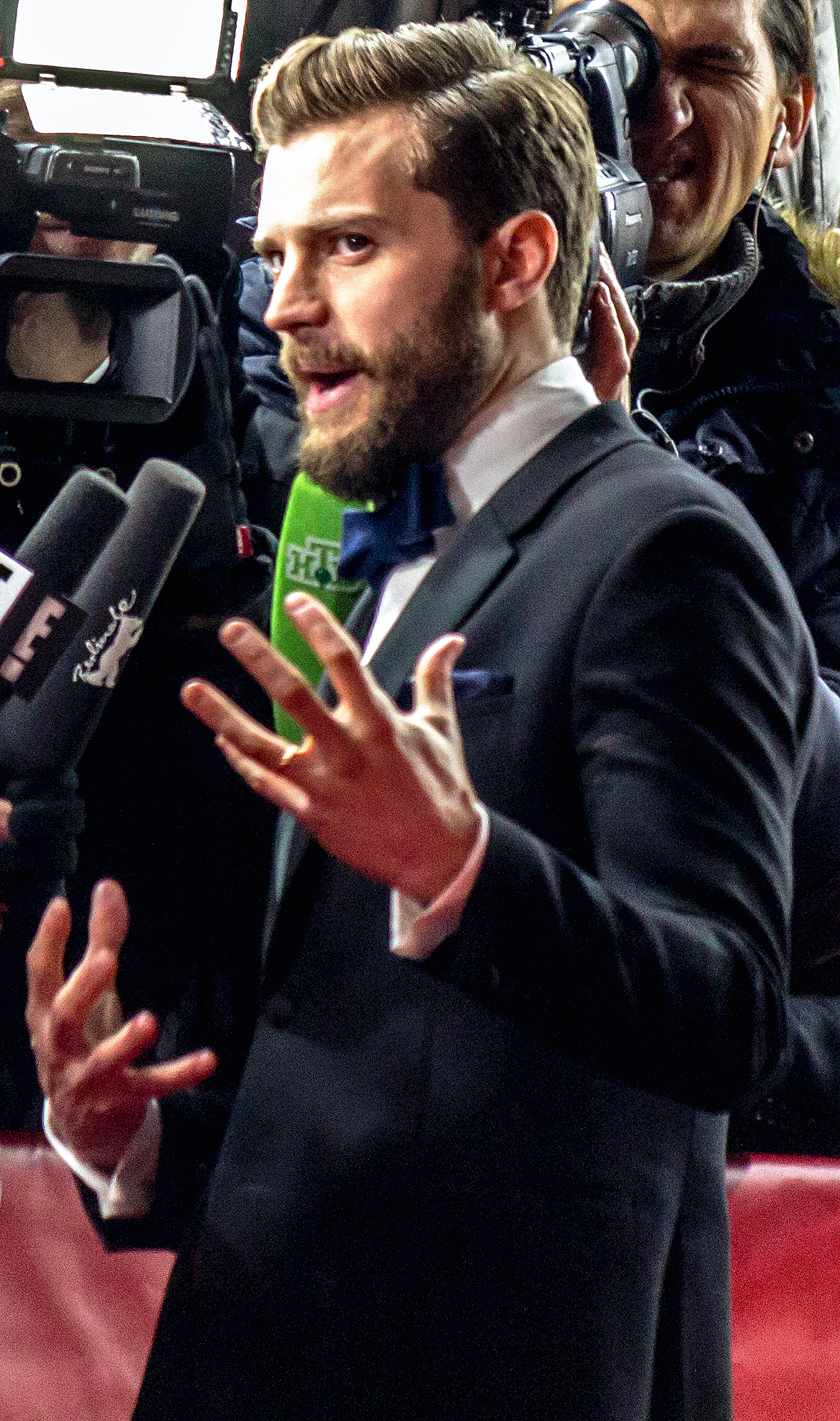
Jamie Dornan bei der Weltpremiere auf der Berlinale 2015

Ursprünglich wurde der Kinostart auf den 1. August 2014 festgesetzt. Im November 2013 verschob man den Film auf den 13. Februar 2015. In Deutschland lief der Film bereits einen Tag zuvor in den Kinos an. Der erste Trailer wurde für den 24. Juli 2014 von E. L. James auf Twitter angekündigt. Der Trailer wurde innerhalb einer Woche über 100 Millionen Mal angesehen und wurde damit zum bis dato innerhalb dieser Zeitspanne meistaufgerufenen Trailer. Der zweite Trailer folgte am 13. November 2014 und der dritte am 1. Februar 2015 während des Super Bowls XLIX.
Die Weltpremiere fand am 11. Februar 2015 auf der 65. Berlinale statt.
Der Film erhielt in den USA die Altersfreigabe R (Restricted). In Deutschland gab die FSK den Film ab 16 Jahren frei. In Frankreich wurde der Film ab 12 Jahren freigegeben.
Auf Blu-ray wurde in den USA und Kanada eine um etwa drei Minuten längere Unrated-Version veröffentlicht. Die deutschsprachige Version erschien im Juni 2015. Die Fassung des Films enthält unter anderem einige Handlungsergänzungen; das Ende des Films wurde erweitert.

## Soundtrack
Der Soundtrack zum Film wurde weltweit am 10. Februar 2015 unter dem Musiklabel Republic Records veröffentlicht. Bereits zuvor erschienen die Singles Earned It von The Weeknd (Veröffentlichung: 23. Dezember 2014) und Love Me Like You Do von Ellie Goulding (Veröffentlichung: 7. Januar 2015).
Titelliste
1. I Put a Spell on You – Annie Lennox
2. Undiscovered – Laura Welsh
3. Earned It – The Weeknd
4. Meet Me in the Middle – Jessie Ware
5. Love Me like You Do – Ellie Goulding
6. Haunted (Michael Diamond Remix) – Beyoncé
7. Salted Wound – Sia
8. Beast of Burden – The Rolling Stones
9. I’m on Fire – Awolnation
10. Crazy in Love (2014 Remix) – Beyoncé
11. Witchcraft – Frank Sinatra
12. One Last Night – Vaults
13. Where You Belong – The Weeknd
14. I Know You – Skylar Grey
15. Ana and Christian – Danny Elfman
16. Did That Hurt? – Danny Elfman

Extended Edition:
1. Say You Love Me – Jessie Ware

| ChartsChartplatzierungen       | Höchstplatzierung | Wochen |
| ------------------------------ | ----------------- | ------ |
| Deutschland (GfK)              | 1 (31 Wo.)        | 31     |
| Österreich (Ö3)                | 1 (35 Wo.)        | 35     |
| Schweiz (IFPI)                 | 1 (40 Wo.)        | 40     |
| Vereinigte Staaten (Billboard) | 2 (54 Wo.)        | 54     |
| Vereinigtes Königreich (OCC)   | 1 (… Wo.)         | …      |

| ChartsJahrescharts (2015)      | Platzierung |
| ------------------------------ | ----------- |
| Deutschland (GfK)              | 21          |
| Österreich (Ö3)                | 17          |
| Schweiz (IFPI)                 | 10          |
| Vereinigte Staaten (Billboard) | 9           |

Auszeichnungen für Musikverkäufe

| Land/Region                  | Auszeichnungen für Musikverkäufe (Land/Region, Auszeichnung, Verkäufe) | Verkäufe  |
| ---------------------------- | ---------------------------------------------------------------------- | --------- |
| Australien (ARIA)            | Gold                                                                   | 35.000    |
| Belgien (BRMA)               | Gold                                                                   | 15.000    |
| Brasilien (PMB)              | 2× Platin                                                              | 80.000    |
| Dänemark (IFPI)              | Platin                                                                 | 20.000    |
| Deutschland (BVMI)           | Platin                                                                 | 200.000   |
| Frankreich (SNEP)            | Platin                                                                 | 100.000   |
| Kanada (MC)                  | Gold                                                                   | 89.000    |
| Mexiko (AMPROFON)            | Platin                                                                 | 60.000    |
| Neuseeland (RMNZ)            | Platin                                                                 | 15.000    |
| Österreich (IFPI)            | Platin                                                                 | 15.000    |
| Polen (ZPAV)                 | 3× Platin                                                              | 60.000    |
| Schweden (IFPI)              | Platin                                                                 | 30.000    |
| Schweiz (IFPI)               | Gold                                                                   | 10.000    |
| Thailand (TECA)              | Gold                                                                   | 5.000     |
| Vereinigte Staaten (RIAA)    | Platin                                                                 | 1.000.000 |
| Vereinigtes Königreich (BPI) | Platin                                                                 | 300.000   |
| Insgesamt                    | 5× Gold · 14× Platin ·                                                 | 2.034.000 |

## Rezeption

### Zuschauerzahlen und Einspielergebnisse
Der Vorverkauf zu Fifty Shades of Grey begann am 11. Januar 2015 in den USA. Innerhalb einer Woche wurden mehr Tickets verkauft, als 2012 Die Tribute von Panem – The Hunger Games erzielte. Die Vorführungen am Eröffnungstag und für das Valentinstag-Wochenende waren innerhalb von wenigen Stunden verkauft.
In den USA und Kanada spielte Fifty Shades of Grey an seinem Eröffnungswochenende 85 Millionen US-Dollar ein. Er landete damit auf dem ersten Platz der Kinocharts und übertraf Die Passion Christi (83,8 Millionen Dollar) als bis dato beste Premiere im generell eher umsatzschwachen Kino-Monat Februar. Auch bezogen auf das Valentinstags- und das Presidents’-Day-Wochenende war es die bis dato erfolgreichste Premiere. Weltweit beläuft sich das Einspielergebnis für das gesamte Wochenende auf über 266 Millionen Dollar.
In Deutschland erreichte der Film am Startwochenende 1,35 Millionen Zuschauer und setzte 12,3 Millionen Euro an den Kinokassen um; dies war der beste Kinostart seit James Bond 007: Skyfall, der im Herbst 2012 mit 1,9 Millionen Zuschauern angelaufen war.
Weltweit spielte der Film 567,9 Millionen US-Dollar ein.

### Kritiken
Im Allgemeinen werden die Filme in der BDSM-Szene als unrealistisch empfunden. So lässt sich Anastasia beispielsweise nur auf SM-Praktiken ein, weil Christian es von ihr verlangt. Er ignoriert ihre Grenzen und wendet physische Gewalt an.
Bei Rotten Tomatoes hielt der Film eine geringe Durchschnittswertung von 26 %, basierend auf 178 Kritiken. Beim Publikum kam der Film besser an: 50 % der Zuschauer gaben dem Film eine gute Wertung.
Bei Metacritic erhielt der Film eine Durchschnittswertung von 46 %, basierend auf 46 Kritiken.
Filmstarts nannte den Film ein „überraschend humorvolles Romantik-Märchen mit einem fesselnden Twist“ und vergab 3 von 5 Sternen.
Elmar Krekeler hob in seiner Kritik für Die Welt den „brillanten“ Soundtrack und Sam Taylor-Johnsons Inszenierung hervor, die „feine Bilder mit ganz viel Text“ böte. Krekeler lobte auch Dakota Johnsons Schauspiel. Dass sie den Film trage, läge allerdings hauptsächlich an der „Leichenblässe“ Jamie Dornans, dessen Hintern „ausdruckstärker als sein Gesicht“ sei. Als Fazit sieht Krekeler ein „sauberes Sadomaso-Märchen“, dessen Dialoge noch „erträglich“ wären.
Dietmar Dath verriss in seiner Kritik für die Frankfurter Allgemeine Zeitung den Film: „Dieser Unfug tut weh, fesselt aber kein bisschen.“
Katastrophal empfand Sigrid Fischer in ihrem Interview für die Sendung Scala auf WDR 5 den Film: „Clean, steril – wie im OP-Saal. […] Vollkommen lächerlich, dieser ganze Film. Unleidenschaft, wie man sie sich nur denken kann. […] Der ist so schlecht und billig, dass sogar der Verriss zu viel der Ehre ist für diesen Film.“
Auch Sabine Horst von epd Film vergab lediglich 1 von 5 Sternen und kritisierte, der Film antworte auf sexuelle Ängste infolge des gesellschaftlichen Drucks lediglich mit „einer visuellen Kitsch- und Konsumorgie“, mit „einer ikonografischen Rückzugsschlacht, die jede auch nur halbwegs experimentelle Regung im Keim“ ersticke.
Der Filmkritiker Wolfgang M. Schmitt kritisierte zudem, der Film verherrliche die Unterdrückung von Frauen und sei klassistisch und rassistisch. Sie entscheide sich für Christian Grey statt für einen Migranten oder einen Kollegen und der Film zeige lediglich das Leben der Oberschicht.

### Auszeichnungen (Auswahl)

#### Goldene Himbeere 2016
- Gewonnen
  - Schlechtester Film
  - Schlechtestes Drehbuch
  - Schlechtester Schauspieler: Jamie Dornan
  - Schlechteste Schauspielerin: Dakota Johnson
  - Schlechteste Filmpaarung: Jamie Dornan und Dakota Johnson
- Nominiert
  - Schlechteste Regie

#### Weitere Auszeichnungen
- 2015: Bogey in Gold für mehr als 3 Millionen deutsche Kinobesucher in 30 Tagen[63]
- 2015: Goldene Leinwand für mehr als 3 Millionen deutsche Kinobesucher[64]
- 2015: Golden Ticket für mehr als 300.000 österreichische Kinobesucher[65]
- 2016: Oscar-Nominierung in der Kategorie Bester Song (Earned It)

## Fortsetzungen
Nach einer Testvorführung in New York City am 6. Februar 2015 verkündete die Regisseurin Taylor-Johnson, dass es zwei Fortsetzungen geben wird und dass der zweite Teil bereits 2016 in die Kinos kommen soll. Auf der CinemaCon 2015 in Las Vegas kündigte Universal den zweiten und dritten Teil des Franchises für die Valentinstage 2017 und 2018 an.
Im November 2015 wurde James Foley als Regisseur der beiden Fortsetzungen Fifty Shades of Grey – Gefährliche Liebe und Fifty Shades of Grey – Befreite Lust bestätigt, die 2016 zu gleicher Zeit gedreht wurden. Fifty Shades of Grey – Gefährliche Liebe kam im Februar 2017 in die Kinos, Fifty Shades of Grey – Befreite Lust im Februar 2018.